# Walentynki
Walentynki (ang. Valentine’s Day) – coroczne święto zakochanych przypadające 14 lutego. Nazwa pochodzi od św. Walentego, którego wspomnienie liturgiczne w Kościele katolickim obchodzone jest również tego dnia.
Zwyczajem w tym dniu jest wysyłanie listów zawierających wyznania miłosne (często pisane wierszem). Na Zachodzie, zwłaszcza w Wielkiej Brytanii i Stanach Zjednoczonych, czczono św. Walentego jako patrona zakochanych. Dzień 14 lutego stał się więc okazją do obdarowywania się drobnymi upominkami.

## Historia walentynek
Walentynki są obchodzone w południowej i zachodniej Europie od średniowiecza. Europa północna i wschodnia dołączyła do walentynkowego grona znacznie później.
Pomimo katolickiego patrona tego święta, czasem wiązane jest ono ze zbieżnym terminowo zwyczajem pochodzącym z Cesarstwa Rzymskiego, polegającym głównie na poszukiwaniu wybranki serca, np. przez losowanie jej imienia ze specjalnej urny. Współczesny dzień zakochanych nie ma jednak bezpośredniego związku z jednym konkretnym świętem starożytnego Rzymu, choć jest kojarzony z takimi postaciami z mitologii jak Kupidyn, Eros, Pan czy Juno Februata.
Możliwe, że zwyczaje związane z tym dniem nawiązują do starożytnego święta rzymskiego, zwanego Luperkaliami, obchodzonego 14–15 lutego ku czci Junony, rzymskiej bogini kobiet i małżeństwa, oraz Pana, boga przyrody.
Z kolei Brytyjczycy uważają to święto za własne z uwagi na fakt, że rozsławił je na cały świat sir Walter Scott (1771-1832).

## Walentynki w Polsce

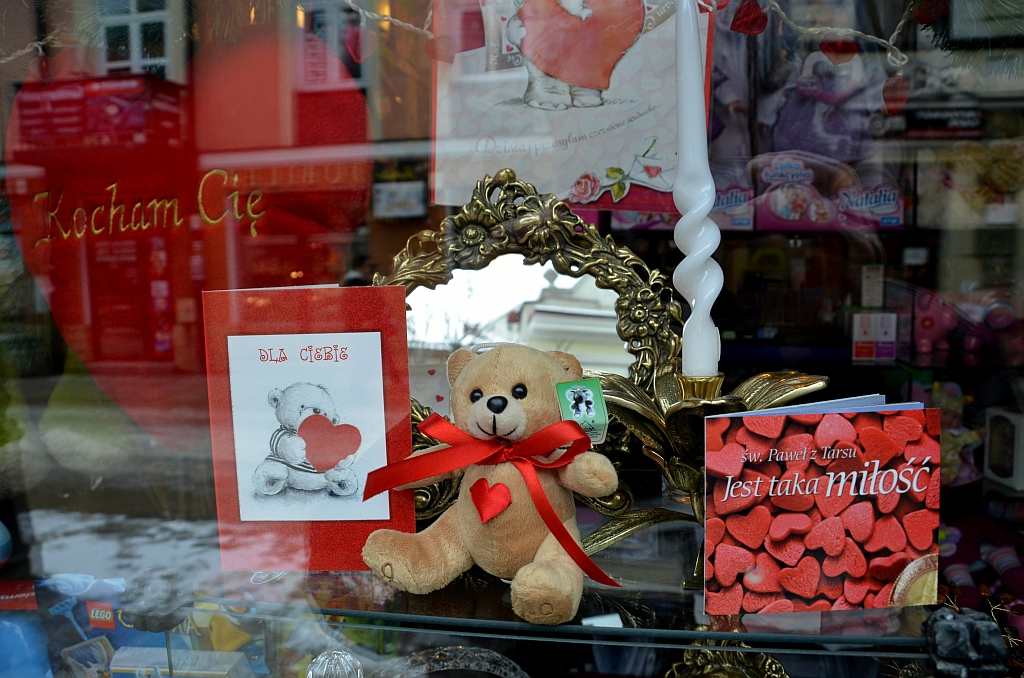
Walentynkowe akcesoria, czerwone serca, miśki i poezja w archidiecezji przemyskiej

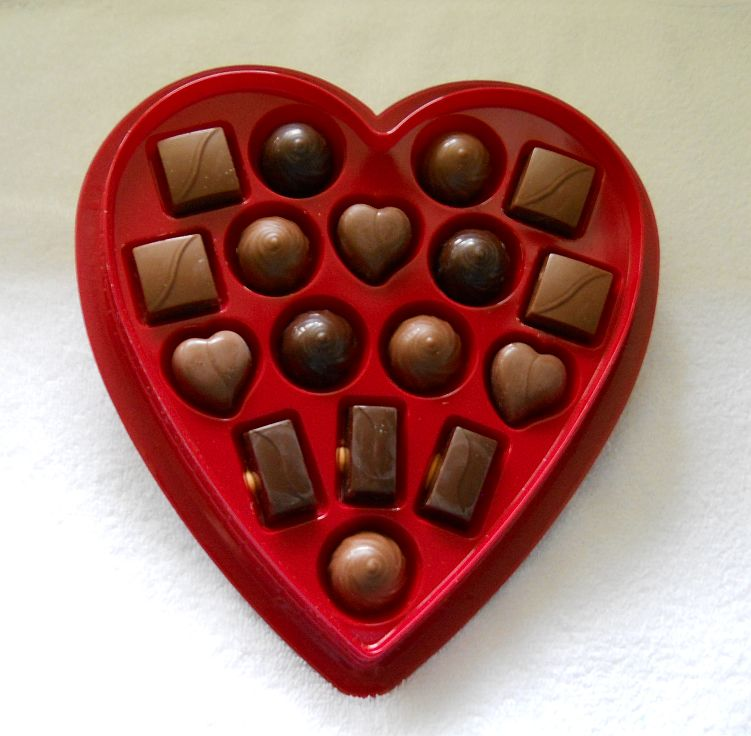
Bombonierka z czekoladkami, popularny prezent walentynkowy

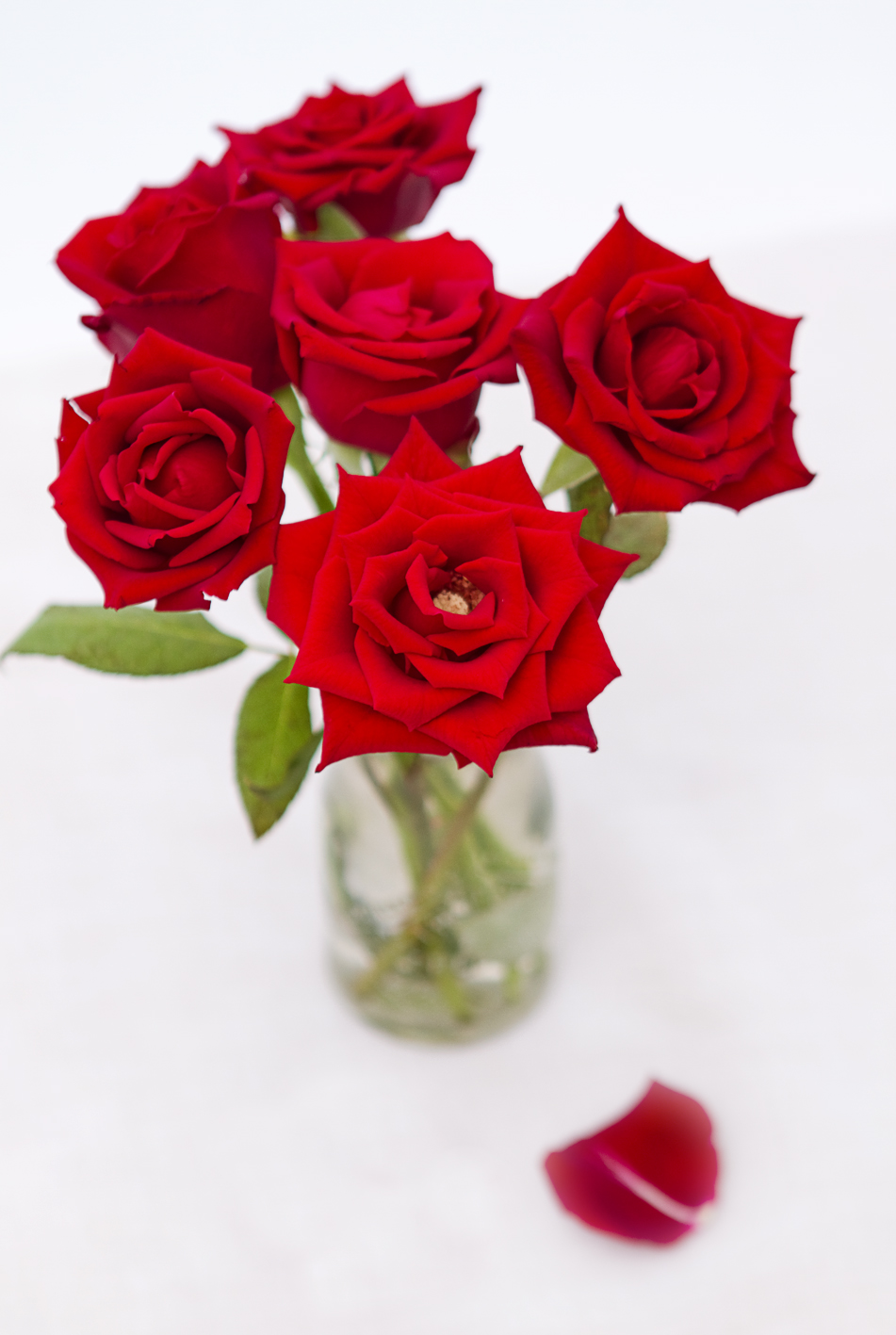
Kwiaty, takie jak czerwone róże, są często wysyłane w Walentynki

Do Polski obchody walentynkowe trafiły wraz z kultem świętego Walentego z Bawarii i Tyrolu. Pod wpływem wzorców z zachodu święto zaczęto nieformalnie obchodzić w latach 80. XX w i nazywać je „Walentynkami”. W 1989 roku m.in. Stowarzyszenie Młodzieży Niepełnosprawnej „Alfa” z Bytomia zaczęło dystrybuować kartki walentynkowe. Większą popularność uzyskały dopiero w latach 90. XX wieku, udział w ich wprowadzaniu do Polski miała Nina Kowalewska-Motlik, dyrektorka wydawnictwa Harlequin, która zajęła się promowaniem Walentynek w telewizji z Niną Terentiew w 1992 roku; wg Niny Kowalewskiej-Motlik polską nazwę święta zaproponowali telewidzowie.
Kilka miast w Polsce przyznaje się do posiadania relikwii św. Walentego, w tym Lublin, Kraków i Chełmno. W każdym z nich 14 lutego organizowane są obchody ku czci patrona zakochanych.
Stałym niemalże elementem walentynek jest wzajemnie wręczanie sobie walentynkowych ozdobnych karteczek. Czerwone, najczęściej w kształcie serca, opatrzone walentynkowym wierszykiem, a często i miłosnym wyznaniem. Corocznie od 14 lutego 2002 roku w Chełmnie odbywają się wydarzenia kulturalno-rozrywkowe  pod nazwą „Walentynki Chełmińskie”. Za sprawą przechowywanej, prawdopodobnie od średniowiecza, w chełmińskim kościele farnym pw. Wniebowzięcia NMP (1280–1320) relikwii św. Walentego, połączono tu lokalny kult św. Walentego z tradycją anglosaską.

## Zwyczaje

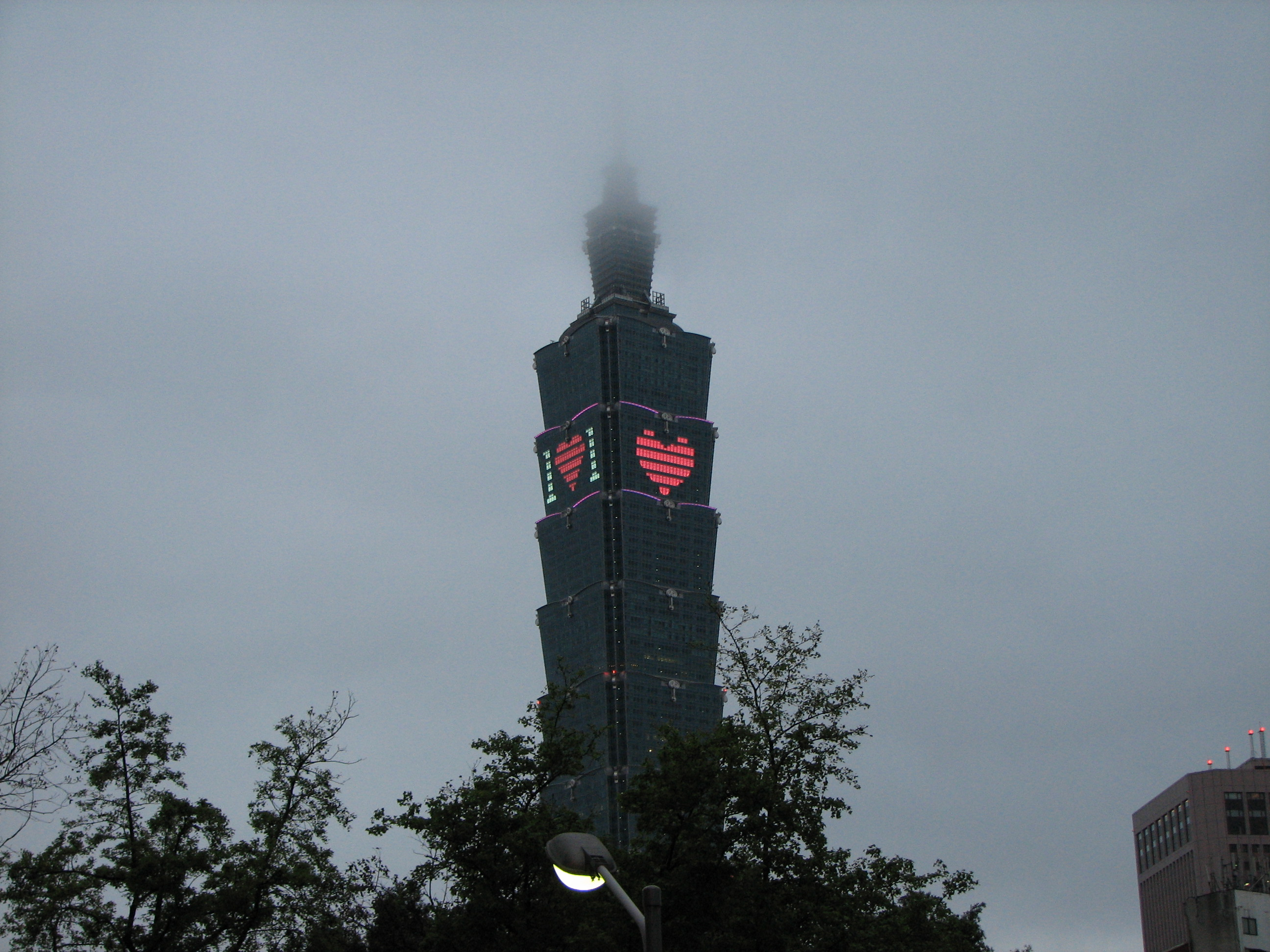
Wieża Taipei 101 podczas walentynek

Najważniejszym miejscem kultu św. Walentego jest bazylika jego imienia w Terni, na srebrnym relikwiarzu ze szczątkami patrona umieszczono inskrypcję „Święty Walenty patron miłości”. Gromadzą się tu również małżonkowie świętujący 25 lub 50 rocznicę zawarcia sakramentu małżeństwa. W Terni w tym dniu wręczana jest również nagroda „Rok Miłości”. W roku 1997 list do par narzeczonych przesłał również Jan Paweł II, a jego przesłanie wyryto na marmurowej tablicy przy grobie świętego Walentego.

## Krytyka walentynek
Część polskiego społeczeństwa krytykuje walentynki jako przejaw amerykanizacji, obcy polskiej kulturze i wypierający rodzime tradycje. Walentynki są też krytykowane za ich komercyjne i konsumpcjonistyczne nastawienie. Są one wykorzystywane przez biznes i media do przełamania stagnacji handlowej pomiędzy Bożym Narodzeniem a Wielkanocą.
Dla niektórych osób niepozostających w związkach, tzw. singli (szczególnie określających się jako quirkyalone) walentynki mają charakter opresywny, związany z „tyranią bycia w związku” i piętnujący osoby żyjące w pojedynkę. Z tego powodu 14 lutego został uznany przez społeczność quirkyalone za International Quirkyalone Day, mający być w zamierzeniu antywalentynkami.
Z powodu pogańskiego pochodzenia obchodzenie walentynek odrzucają Świadkowie Jehowy.
W takich krajach jak Pakistan czy Indie zwyczaje walentynkowe, również wysyłanie kartek, są potępiane jako niezgodne z duchem islamu.